# Кубок Польщі з футболу 1966—1967
Кубок Польщі з футболу 1966–1967 — 13-й розіграш кубкового футбольного турніру в Польщі. Титул вдруге здобула Вісла (Краків).

## Календар
| Раунд        | Матчі | Клуби   |
| ------------ | ----- | ------- |
| Перший раунд | 18    | 50 → 32 |
| 1/16 фіналу  | 16    | 32 → 16 |
| 1/8 фіналу   | 8     | 16 → 8  |
| 1/4 фіналу   | 4     | 8 → 4   |
| 1/2 фіналу   | 2     | 4 → 2   |
| Фінал        | 1     | 2 → 1   |

## Перший раунд
| Команда 1                    | Рахунок | Команда 2              |
| ---------------------------- | ------- | ---------------------- |
| Гурник (Весола)              | 2:1     | Вікторія (Явожно)      |
| Спарта (Забже)               | 1:2     | Одра (Ополе)           |
| Влукняж (Пабяніце)           | 1:2     | Гарбарня (Краків)      |
| ЛКС (Ломжа)                  | 0:1     | Гвардія (Варшава)      |
| Гутник-2 (Краків)            | 3:1     | Ураня (Руда-Шльонська) |
| Полонія (Пекари-Шльонські)   | 4:2     | Унія (Ратибор)         |
| Одра-2 (Ополе)               | 1:2     | Гурник (Валбжих)       |
| Вісла (Нове)                 | 0:3     | Лехія (Гданськ)        |
| Гвардія (Кошалін)            | 2:5     | Арконія (Щецин)        |
| Мазовія (Мінськ-Мазовецький) | 0:1     | Сталь (Мелець)         |
| Радомяк (Радом)              | 1:2     | Мотор (Люблін)         |
| Сокул (Ніско)                | 1:2     | Унія (Тарнув)          |
| Кароліна (Явожина-Шльонська) | 2:3     | Ракув (Ченстохова)     |
| Тенча (Кросно-Оджанське)     | 0:3     | Лех (Познань)          |
| Олімпія (Ельблонг)           | 2:1     | Старт (Лодзь)          |
| Вармя-2 (Ольштин)            | 1:2     | Арка (Гдиня)           |
| Авіа (Свідник)               | 1:2     | Гутник (Краків)        |
| Грюнвальд (Познань)          | 0:2     | Заглембє (Валбжих)     |

## 1/16 фіналу
| Команда 1                  | Рахунок      | Команда 2          |
| -------------------------- | ------------ | ------------------ |
| Гурник (Весола)            | 4:1          | Краковія (Краків)  |
| Одра (Ополе)               | 3:1          | Шльонськ (Вроцлав) |
| Гарбарня (Краків)          | 3:2          | Гурник (Забже)     |
| Гвардія (Варшава)          | 2:1          | Шомберки (Битом)   |
| Гутник-2 (Краків)          | 0:3          | Рух (Хожув)        |
| Полонія (Пекари-Шльонські) | 0:2          | Гурник (Валбжих)   |
| Лехія (Гданськ)            | 2:1          | Погонь (Щецин)     |
| Арконія (Щецин)            | 0:1          | Завіша (Бидгощ)    |
| Сталь (Мелець)             | 0:2          | Вісла (Краків)     |
| Мотор (Люблін)             | 3:1          | Сталь (Ряшів)      |
| Унія (Тарнув)              | 0:3          | ГКС (Катовиці)     |
| Олімпія (Ельблонг)         | 0:2          | Легія (Варшава)    |
| Арка (Гдиня)               | 3:3 пен. 4:3 | ЛКС (Лодзь)        |
| Ракув (Ченстохова)         | 3:0          | Гутник (Краків)    |
| Заглембє (Валбжих)         | 0:1          | Полонія (Битом)    |
| Заглембє (Сосновець)       | +:-          | Лех (Познань)      |

## 1/8 фіналу
| Команда 1         | Рахунок | Команда 2            |
| ----------------- | ------- | -------------------- |
| Гурник (Весола)   | 1:2     | Ракув (Ченстохова)   |
| Одра (Ополе)      | 7:2     | Полонія (Битом)      |
| Гвардія (Варшава) | 3:0     | Завіша (Бидгощ)      |
| Гурник (Валбжих)  | 0:2     | Рух (Хожув)          |
| Мотор (Люблін)    | 0:1     | Гарбарня (Краків)    |
| Лехія (Гданськ)   | 0:1     | ГКС (Катовиці)       |
| Вісла (Краків)    | 3:1     | Легія (Варшава)      |
| Арка (Гдиня)      | 1:3     | Заглембє (Сосновець) |

## 1/4 фіналу
| Команда 1          | Рахунок      | Команда 2            |
| ------------------ | ------------ | -------------------- |
| Гвардія (Варшава)  | 0:1 дч       | Одра (Ополе)         |
| Рух (Хожув)        | 0:1          | Вісла (Краків)       |
| Ракув (Ченстохова) | 1:1 пен. 4:2 | Гарбарня (Краків)    |
| ГКС (Катовиці)     | 3:0          | Заглембє (Сосновець) |

## 1/2 фіналу
| Команда 1          | Рахунок | Команда 2      |
| ------------------ | ------- | -------------- |
| Ракув (Ченстохова) | 2:1     | Одра (Ополе)   |
| Вісла (Краків)     | 1:0     | ГКС (Катовиці) |

## Фінал
| 9 липня 1967 |

| Вісла (Краків)          | 2:0 дч   | Ракув (Ченстохова) |
| ----------------------- | -------- | ------------------ |
| Сикта 107' Скупнік 111' | Протокол |                    |

| Стадіон «Бленкітні», Кельці Глядачів: 6 000 Арбітр: Станіслав Екштайн |